# María de la Piedad Iturbe y Scholtz
María de la Piedad Iturbe y Scholtz (París 1892 - Madrid 1992). II Marquesa de Belvís de las Navas, per dret propi, i princesa de Hohenlohe-Langenburg per matrimoni. Fou una dama de la cort del rei Alfons XIII d'Espanya que jugà un important paper política durant la dècada de 1920. Posteriorment, ella i el seu marit foren els descobridors de la Costa del Sol, i especialment de la ciutat de Marbella. Durant tota la seva vida esdevingué una ''socialité'' i fou
Nascuda a París, filla del diplomàtic d'origen mexicà Manuel Adrián Iturbe del Villar i de l'aristòcrata espanyola Maria Trinidad Schlotz-Hermensdorf y Behrz, filla dels marquesa de Belvís de las Navas. Per part de pare procedia d'una família de grans latifundistes mexicans amb enormes propietats al centre del país, una fortuna forjada en l'època postcolonial i en els anys de Porfirio Díaz. Per part de mare, d'una família de vinaters alemanys instal·lats a Màlaga.
L'enorme fortuna familiar la feu immediatament una candidat ideal per l'aristocràcia europea. Es casà el 12 d'octubre de 1921 a Madrid amb el príncep Maximilià von Hohenlohe-Langenburg, membre d'una família principesca alemanya amb importants propietats a Bohèmia. La família Hohenlohe s'instal·là a la Cort i ràpidament esdevingué, per bagatge aristocràtic i fortuna familiar un referent a la cort d'Alfons XIII d'Espanya i de Victòria Eugènia de Battenberg. Així, l'any 1922 rebé l'Ordre de la Reina Maria Lluïsa de mans del Rei.
La parella tingué sis fills:
- Maria Francisca von Hohenlohe-Langenburg, III marquesa de Belvís de las Navas (1922-2007) i casada amb Claudio Gamazo y Arnús, marquès de Soto de Aller.
- Alfonso von Hohenlohe-Langenburg, príncep de Hohenlohe-Langenburg (1924-2003) i casat en tres ocasions amb la princesa Ira de Fürstenberg, amb Jocelyn Joyce i amb Marilys Haeling.
- Christian von Hohenlohe-Langenburg, príncep de Hohenlohe-Langenburg (1925-2008) casat amb
- Elisabeth Christine von Hohenlohe-Langenburg, príncep de Hohenlohe-Langenburg (1927-1975) casada amb
- Maximiliano von Hohenlohe-Langenburg, príncep de Hohenlohe-Langenburg (1931-1994) casat amb primeres núpcies amb Ana de Medina y Fernández de Córdoba, comtessa d'Ofàlia; i en segones núpcies amb Magdalena de Fontcuberta y Alonso-Martínez, dels marquesos de Bellamar.
- Beatriz von Hohenlohe-Langenburg, princesa de Hohenlohe-Langenburg (1935) casada amb Gonzalo Fernández de Córdova y Larios, IX duc d'Arión i marquès de Malpica i de Mancera.

La Revolució mexicana, la Guerra Civil espanyola i l'ocupació soviètica de Bohèmia malmeteren de forma important la fortuna de la marquesa. Malgrat això, remuntaren la situació i feren importants inversions a Marbella on esdevingueren un important reclam de la jet set internacional.